# František Němec
František Němec (ur. 9 sierpnia 1943 r. w Sezimowie Ujściu) – czeski aktor.

## Biogram
Już podczas nauki w gimnazjum przyciągnął go teatr amatorski i występy w przedstawieniach studenckich. W latach 1960–64 studiował w Akademii Sztuki DAMU w Pradze. Na profesjonalnej scenie debiutował w 1962 roku w roli Viliko Roškota w Šrámkově Měsíci nad řekou na scenie Teatru SK Neumann. Po ukończeniu studiów podjął pracę w Miejskim Teatrze Praskim (1964-82) i Teatrze Narodowym (1982).
Jako aktor intelektualny ze skromnym wyrazem aktorskim gra przede wszystkim postaci psychologicznych.
Na początku lat 90. miał duży problem z tym, iż nazwisko jego pojawiło się na liście tajnych współpracowników Bezpieczeństwa państwa (StB), którą opublikował dysydent Petr Cibulka.
Za rolę dyrygenta Wilhelma Furtwängler w sztuce Taking Sides w 1998 r. otrzymał czeską nagrodę teatralną Thálie.

## Wybrana filmografia

### Filmy fabularne
- 1962: Transport z raju (Transport z ráje)
- 1965: Każdy młody mężczyzna (Každý mladý muž) jako Żołnierz
- 1971: Tajemnica Aleksandra Dumasa (Tajemství velikého vypravěče) jako Mirecourt
- 1975: Tak zaczyna się miłość (Tak láska začíná...) jako  Miloš
- 1975: Zamach w Sarajewie (Sarajevski atentat)
- 1977: Adela jeszcze nie jadła kolacji (Adéla ještě nevečeřela) jako Detektyw Nick Carter / wieśniak Larry Matejka (głos)
- 1979: Czas pracuje dla wroga (Čas pracuje pro vraha) jako Kapitan Marha
- 1979: Zakładnicy w Bella Vista (Rukojmí v Bella Vista) jako
- 1980: Gra królowej (Hra o královnu)
- 1981: Ta chwila, ten moment (Ta chvíle, ten okamžik) jako Kodet
- 1996: Mistrz ceremonii (Ceremoniář)
- 1997: Konto separato
- 1999: Wszyscy moi bliscy (Vsichni moji blizci) jako Kolman
- 2000: Samotni (Samotáři) jako ojciec Hanki
- 2001: Zbuntowani (Rebelové) jako Pastor
- 2003: Bankruci (Bankrotáři)
- 2009: Nie uciekniesz przed swym cieniem (Stínu neutečeš) jako Heinrich
- 2011: Zaklęta w widmo (Čertova nevěsta, TV) jako Lucyfer

### Seriale TV
- 1974: Historia jednej kamienicy (Byl jednou jeden dům)
- 1974-78: Trzydzieści przypadków majora Zemana (30 případů majora Zemana)
- 1978: Jak vytrhnout velrybě stoličku
- 1978: Jak dostat tatínka do polepšovny
- 1978-1981: Szpital na peryferiach (Nemocnice na kraji města) jako Dr Rehor
- 1985: Sanitka
- 1985: Třetí patro
- 1988: Bronzová spirála
- 1990: Přísahám a slibuji
- 1999: Arrowsmith
- 1999: Hotel Herbich jako Dyrektor hotelu
- 2003: Szpital na peryferiach po dwudziestu latach (Nemocnice na kraji města po dvaceti letech) jako Dr Rehor
- 2004: Místo nahoře
- 2005: Dobrá čtvrť
- 2008: Szpital na peryferiach (Nemocnice na kraji města ...nové osudy) jako Dr Rehor

## Role teatralne
- Vilík Roškot (F. Šrámek, Měsíc nad řekou, 1962)
- Orestes (J.-P. Sartre, Muchy, 1968)
- Yossarian (J. Heller, Głowa XXII, 1978)
- Hamlet (W. Shakespeare, 1982)
- Brick (T. Williams, Kotka na gorącym blaszanym dachu, 1982)
- Jakub Ryba (J. Bouček, Noc pastýřů, 1983)
- Lionato (J. Zeyer, Stará historie, 1983)